# Gobind Singh (militaire)
Pour les articles homonymes, voir Singh.
Gobind Singh Rathore, né le 7 décembre 1887 dans le district de Nagaur au Rajasthan et mort le 9 décembre 1942, est un militaire, récipiendaire de la Croix de Victoria pendant la Première Guerre mondiale.
Gobind Singh est lance daffadar (en) (caporal) dans une unité de cavalerie de l'armée de l'Inde. Il est décoré pour acte de bravoure lors de la bataille de Cambrai.